# Vincent F. Castellucci
Pour les articles homonymes, voir Castellucci.
Vincent F. Castellucci est un docteur en neurosciences québécois.

## Parcours
Vincent Castellucci obtient son baccalauréat universitaire ès lettres en 1960 puis un baccalauréat universitaire ès sciences en 1964, tous deux effectués à l'Université de Laval au Québec.
Il devient docteur en neurosciences en 1968 et rejoint le laboratoire du docteur Eric Kandel (prix Nobel de physiologie ou médecine en 2000) au département de physiologie de l'école de médecine de New York (New York University School of Medicine). Il s'intéresse particulièrement à l'étude des mécanismes moléculaires et cellulaires de la mémoire ainsi qu'à l'exploration de la diversité des transmissions synaptiques qui sont à la base des mécanismes d'apprentissage chez le mollusque Aplysia. Il devient professeur à l'université Columbia à New York en 1975. 
En 1997 il est lauréat du prix Marcel-Piché.attribué par l'institut de Recherches Cliniques de Montréal pour souligner la qualité de ses réalisations et de sa contribution à l’avancement de la communauté scientifique québécoise.
C'est en 1988 que le Dr. Castellucci retourne au Canada en tant que directeur du laboratoire de neurobiologie et du comportement à l'Institut de Recherches Cliniques de Montréal. De 1993 à 2001 il est directeur du département de physiologie à la faculté de médecine de l'Université de Montréal. Il est ensuite de 2001 à 2004 vice-doyen à la recherche, vice-doyen associé à la recherche de 2004 à 2011 et directeur par intérim du département de pathologie et de biologie cellulaire de 2004 à 2006.
Il prend sa retraite en septembre 2011 et est nommé professeur émérite de l'Université de Montréal. Il reste conseiller dans plusieurs comités à l'Université de Montréal, membre principal du conseil consultatif scientifique de la Fondation Brain Canada, et membre du conseil d'administration de la Canadian Park and Wilderness Society, de l'organisme Entomofaune du Québec et de l'Ensemble contemporain de Montréal.